# سیبیکیو کریک (آریزونا)
سیبیکیو کریک (به انگلیسی: Cibecue Creek) یک منطقهٔ مسکونی در ایالات متحده آمریکا است که در آریزونا واقع شده‌است. سیبیکیو کریک ۱٬۵۷۱ متر بالاتر از سطح دریا واقع شده‌است.